# Ectoedemia castaneae
Ectoedemia castaneae (лат.) — считавшийся исчезнувшим вид бабочек из семейства молей-малюток.
Эндемик США, ареал которого включал такие штаты, как Вирджиния, Кентукки и Пенсильвания.
Размах крыльев составляет 7,5—8 мм.
Личинки образовывали галлы, окружающие молодые веточки американского каштана (Castanea dentata). Синергетическое отношение бабочек с североамериканским каштаном привело к катастрофическому снижению численности популяции вида, так как в 80—90-х годах XIX века леса и культуры американского каштана были сильно повреждены грибком Endonia parasitica, занесённым из Китая вместе с каштаном мягчайшим. Вследствие этого численность американского каштана снизилась почти до его исчезновения, а вид Ectoedemia castaneae как считалось полностью вымер к середине 1980-х годов. Затем он был вновь обнаружен.